# Xinjiang
Xinjiang (Chinees: 新疆; pinyin: Xīnjiānɡ; Oeigoers: شىنجاڭ, Sinjiang; IPA: ɕíntɕjáŋ, vertaling: nieuwe grens), in historische context vaak Sinkiang genoemd, is een autonome regio in het noordwesten van China.
Tijdens de Han-dynastie begon China zijn invloed naar het westen uit te breiden. Het duurde echter tot rond 640 voor de Tang-dynastie het huidige Xinjiang veroverde. In 751 verloor China zijn greep op Centraal-Azië weer, en kwam het gebied onder het Oeigoerse Rijk. In de 13e eeuw werd het deel van het Mongoolse Rijk. Vanaf het midden van de 14e eeuw maken delen van Xinjiang deel uit van het kanaat van Moghulistan. Het noordelijk deel werd beheerst door de Oirat-Mongolen. In het midden van de 18e eeuw heroverde de Qing-dynastie het gebied voor China.
Het gebied werd wisselend door de Chinezen en lokale heersers geregeerd, tot het communistische regime in China in de jaren vijftig een einde maakte aan de autonomie.
De oorspronkelijke bewoners van het gebied zijn de Oeigoeren - een Turks volk, dat cultureel en taalkundig gezien tot Centraal-Azië behoort. Zowel in Perzische als Arabische historische kronieken wordt gesproken over Oost-Turkestan. De regio staat ook bekend als "Chinees Turkestan", een naam die tot de 20e eeuw gebruikt werd om het te onderscheiden van Russisch Turkestan. Tegenwoordig bestaat de bevolking echter uit ongeveer even grote groepen Oeigoeren en Chinese kolonisten die zich sinds de jaren vijftig in het gebied gevestigd hebben. De Chinese regering voert een politiek van sinificatie, waarbij gebruik van het Oeigoers ontmoedigd wordt en zowel de migratie van Chinezen naar het gebied als de assimilatie van Oeigoeren in de Chinese cultuur en economie gestimuleerd worden. De Oeigoerse en Chinese gemeenschappen leven echter op gespannen voet en strikt gescheiden van elkaar.
De Europese Unie, de Verenigde Staten, Canada en het Verenigd Koninkrijk hebben in 2021 verklaard dat er sprake is van genocide op de Oeigoeren die leven in dit gebied. Deze zou gepaard gaan met onder meer gedwongen sterilisaties, gedwongen volksverhuizingen, anti-separatistische propaganda en opsluiting van Oeigoeren in interneringskampen.

## Aardrijkskunde
Xinjiang is qua oppervlakte de grootste bestuurlijke regio binnen de Volksrepubliek China en grenst aan acht landen. De buurlanden van Xinjiang zijn (met de klok mee): India, Pakistan, Afghanistan, Tadzjikistan, Kirgizië, Kazachstan, Rusland en Mongolië.
Het gebied beslaat ongeveer 1/8 van de totale oppervlakte van de Volksrepubliek China, en bestaat uit twee bekkens die door de Tiensjan van elkaar worden gescheiden. Het noordelijk bekken wordt ook wel Dzjoengarije genoemd. Dit steppegebied werd van oudsher bewoond door Kazachen - tegenwoordig een minderheid in het gebied. Hier ligt ook de hoofdstad Ürümqi.
Het grotere zuidelijke deel wordt langs de randen gevormd door hoge gebergten, waaronder de Tiensjan (het "Hemelgebergte"). Daartussen ligt het Tarimbekken, dat voor een groot deel wordt ingenomen door een onherbergzame woestijn, de Taklamakan. Langs de rand van de Taklamakan liggen vele oasen, gevoed door rivieren zoals de Tarim, die in het omliggende bergland ontspringen. In deze oasen is geïrrigeerde landbouw mogelijk en hier woont het grootste deel van de Oeigoeren.
De belangrijkste rivieren zijn in het noordelijke bekken de Irtysj en de Ili; in het zuidelijke bekken de Tarim met bronrivieren, die in het oosten in zoutmoerassen (Lob Nuur) uitmondt. Het Ayding zoutmeer ligt op 154,5 meter onder het zeeniveau en is het laagste punt in heel China.
Het klimaat is extreem continentaal.

## Bestuurlijke indeling
De bestuurlijke indeling van Xinjiang is als volgt:
| Kaart                              | Kaart                                                                 | Kaart                               | Kaart                                | Kaart                  | Kaart                         | Kaart | Kaart |
| ---------------------------------- | --------------------------------------------------------------------- | ----------------------------------- | ------------------------------------ | ---------------------- | ----------------------------- | ----- | ----- |
| Kaart van Xinjiang                 |                                                                       |                                     |                                      |                        |                               |       |       |
| Nr.                                | Conventionele naam                                                    | Oeigoers (kona yezik̡)               | Oeigoers (yengi yezik̡)               | Hanzi                  | Hanyu pinyin                  |       |       |
| Subprovinciale autonome prefectuur |                                                                       |                                     |                                      |                        |                               |       |       |
| 11                                 | Autonome Kazachse Prefectuur Ili                                      | ئىلى قازاق ئاپتونوم ئوبلاستى        | Ili QazaQ Aptonom Oblasti            | 伊犁哈萨克自治州       | Yīlí Hāsàkè Zìzhìzhōu         |       |       |
| Stadsprefecturen                   |                                                                       |                                     |                                      |                        |                               |       |       |
| 4                                  | Karamay                                                               | قاراماي شەھرى                       | Qaramay Shehri                       | 克拉玛依市             | Kèlāmǎyī Shì                  |       |       |
| 8                                  | Ürümqi                                                                | ئۈرۈمچى شەھرى                       | Ürümchi Shehri                       | 乌鲁木齐市             | Wūlǔmùqí Shì                  |       |       |
| Prefecturen                        |                                                                       |                                     |                                      |                        |                               |       |       |
| 1                                  | Prefectuur Altay (onderschikt aan Autonome Kazachse Prefectuur Ili)   | ئالتاي ۋىلايىتى                     | Altay Wilayiti                       | 阿勒泰地区             | Ālètài Dìqū                   |       |       |
| 3                                  | Prefectuur Tacheng (onderschikt aan Autonome Kazachse Prefectuur Ili) | تارباغاتاي ۋىلايىتى                 | Tarbaghatay Wilayiti                 | 塔城地区               | Tǎchéng Dìqū                  |       |       |
| 9                                  | Prefectuur Turpan                                                     | تۇرپان ۋىلايىتى                     | Turpan Wilayiti                      | 吐鲁番地区             | Tǔlǔfān Dìqū                  |       |       |
| 10                                 | Prefectuur Hami                                                       | قۇمۇل ۋىلايىتى                      | Qumul Wilayiti                       | 哈密地区               | Hāmì Dìqū                     |       |       |
| 13                                 | Prefectuur Kaxgar                                                     | قەشقەر ۋىلايىتى                     | Qeshqer Wilayiti                     | 喀什地区               | Kāshí Dìqū                    |       |       |
| 15                                 | Prefectuur Aksu                                                       | ئاقسۇ ۋىلايىتى                      | Aqsu Wilayiti                        | 阿克苏地区             | Ākèsū Dìqū                    |       |       |
| 17                                 | Prefectuur Hotan                                                      | خوتەن ۋىلايىتى                      | Xoten Wilayiti                       | 和田地区               | Hétián Dìqū                   |       |       |
| Autonome prefecturen               |                                                                       |                                     |                                      |                        |                               |       |       |
| 2                                  | Autonome Mongoolse Prefectuur Bortala                                 | بۆرتالا موڭغۇل ئاپتونوم ئوبلاستى    | Börtala Mongghul Aptonom Oblasti     | 博尔塔拉蒙古自治州     | Bó'ěrtǎlā Měnggǔ Zìzhìzhōu    |       |       |
| 6                                  | Autonome Hui Prefectuur Changji                                       | سانجى خۇيزۇ ئاپتونوم ئوبلاستى       | Sanji Xuyzu Aptonom Oblasti          | 昌吉回族自治州         | Chāngjí Huízú Zìzhìzhōu       |       |       |
| 12                                 | Autonome Kirgizische Prefectuur Kizilsu                               | قىزىلسۇ قىرغىز ئاپتونوم ئوبلاستى    | Qizilsu Qirghiz Aptonom Oblasti      | 克孜勒苏柯尔克孜自治州 | Kèzīlèsū Kē'ěrkèzī Zìzhìzhōu  |       |       |
| 18                                 | Autonome Mongoolse Prefectuur Bayin'gholin                            | بايىنغولىن موڭغۇل ئاپتونوم ئوبلاستى | Bayingholin Mongghul Aptonom Oblasti | 巴音郭楞蒙古自治州     | Bāyīnguōlèng Měnggǔ Zìzhìzhōu |       |       |
| Stadsarrondissementen              |                                                                       |                                     |                                      |                        |                               |       |       |
| 5                                  | Shihezi                                                               | شىخەنزە شەھرى                       | Shixenze Shehri                      | 石河子市               | Shíhézǐ Shì                   |       |       |
| 7                                  | Wujiaqu                                                               | ئۇجاچۇ شەھرى                        | Wujachu Shehri                       | 五家渠市               | Wǔjiāqú Shì                   |       |       |
| 14                                 | Tumxuk                                                                | تۇمشۇق شەھرى                        | Tumshuq Shehri                       | 图木舒克市             | Túmùshūkè Shì                 |       |       |
| 16                                 | Aral                                                                  | ئارال شەھرى                         | Aral Shehri                          | 阿拉尔市               | Ālā'ěr Shì                    |       |       |

### Steden
De belangrijkste steden van Xinjiang liggen bijna allemaal langs de zijderoute en zijn: Aksu, Altay, Fukang, Hami, Hotan, Karamay, Kashgar (Kashi), Korla, Kuqa, Miquan, Shihezi, Turpan, Ürümqi (hoofdstad), Yarkand en Yining

## Bevolking
Volgens de volkstelling van 2000 telt Xinjiang 19,6 miljoen inwoners; vooral Oeigoeren (45%) en Han-Chinezen (41%). Daarnaast wonen er onder meer Kazachen (7%) en Hui (5%), en kleine aantallen Kirgiezen (0,9%), Mongolen (0,8%), Tadzjieken (0,21%) en Wolga-Tataren (0,02%). 
Het onafhankelijkheidsstreven werd en wordt tegengegaan door de komst van Han-Chinezen in deze regio: In 1949 was 6% in de regio Han-Chinees, tegenwoordig is dat 40%. Als gevolg hiervan is in de regio een sterke verandering te zien in de etnische demografie. Het grootste deel van de bevolking in de regio is islamitisch. De verhouding tussen de Chinezen en de islamitische Oeigoeren is zeer gespannen.
| Belangrijkste etnische groepen in Xinjiang, volkstelling 2000  | Belangrijkste etnische groepen in Xinjiang, volkstelling 2000 | Belangrijkste etnische groepen in Xinjiang, volkstelling 2000 | Belangrijkste etnische groepen in Xinjiang, volkstelling 2000 | Belangrijkste etnische groepen in Xinjiang, volkstelling 2000 |
|                                                                | Oeigoeren                                                     | Han-Chinezen                                                  | Kazachen                                                      | overigen                                                      |
| -------------------------------------------------------------- | ------------------------------------------------------------- | ------------------------------------------------------------- | ------------------------------------------------------------- | ------------------------------------------------------------- |
| Xinjiang                                                       | 45,2%                                                         | 40,6%                                                         | 6,7%                                                          | 7,5%                                                          |
| Stadsprefectuur Ürümqi                                         | 12,8%                                                         | 75,3%                                                         | 2,3%                                                          | 9,6%                                                          |
| Stadsprefectuur Karamay                                        | 13,8%                                                         | 78,1%                                                         | 3,7%                                                          | 4,5%                                                          |
| Prefectuur Turpan                                              | 70,0%                                                         | 23,3%                                                         | <0,1%                                                         | 6,6%                                                          |
| Prefectuur Kumul                                               | 18,4%                                                         | 68,9%                                                         | 8,8%                                                          | 3,9%                                                          |
| Prefectuur Aksu & sub-provinciale stad Alar                    | 71,9%                                                         | 26,6%                                                         | <0,1%                                                         | 1,4%                                                          |
| Autonome Hui Prefectuur Changji & sub-provinciale stad Wujiaqu | 3,9%                                                          | 75,1%                                                         | 8,0%                                                          | 13,0%                                                         |
| Autonome Mongoolse Prefectuur Bortala                          | 12,5%                                                         | 67,2%                                                         | 9,1%                                                          | 11,1%                                                         |
| Autonome Mongoolse Prefectuur Bayin'gholin                     | 32,7%                                                         | 57,5%                                                         | <0,1%                                                         | 9,7%                                                          |
| Autonome Kirgizische Prefectuur Kizilsu                        | 64,0%                                                         | 6,4%                                                          | <0,1%                                                         | 29,6%                                                         |
| Prefectuur Kaxgar & sub-provinciale stad Tumxuk                | 89,3%                                                         | 9,2%                                                          | <0,1%                                                         | 1,5%                                                          |
| Prefectuur Hotan                                               | 96,4%                                                         | 3,3%                                                          | <0,1%                                                         | 0,2%                                                          |
| Sub-provinciale stad Shihezi                                   | 1,2%                                                          | 94,5%                                                         | 0,6%                                                          | 3,7%                                                          |
| Autonome Kazachse Prefectuur Ili                               | 16,1%                                                         | 44,4%                                                         | 25,6%                                                         | 13,9%                                                         |
| - Voormalige Prefectuur Ili                                    | 27,2%                                                         | 32,4%                                                         | 22,6%                                                         | 17,8%                                                         |
| - Sub-provinciale stad Kuitun                                  | 0,5%                                                          | 94,6%                                                         | 1,8%                                                          | 3,1%                                                          |
| - Prefectuur Tacheng                                           | 4,1%                                                          | 58,6%                                                         | 24,2%                                                         | 13,1%                                                         |
| - Prefectuur Altay                                             | 1,8%                                                          | 40,9%                                                         | 51,4%                                                         | 5,9%                                                          |

### Talen
Naast het Chinees is in Xinjiang het Oeigoers, een Turkse taal, de belangrijkste taal. Daarnaast worden er regionaal de eveneens Turkse talen Kazachs en Kirgizisch gesproken. Voor de meeste Turkse talen geldt overigens dat ze grotendeels onderling verstaanbaar zijn, zij het vaak met enige moeite.
Door kleinere minderheden wordt plaatselijk het Mongools en verwante Dongxiang, het Iraanse Sarikoli en het Toengoezische Xibe gesproken.
In de 7e en 8e eeuw werd in een groot deel van het gebied Tochaars gesproken. Deze taal verdween echter na de inval van de Oeigoeren in de 9e eeuw.

## Economie
Door het droge klimaat is meer dan 90% van het landbouwareaal aangewezen op bevloeiing. De belangrijkste landbouwproducten zijn tarwe, maïs en natte rijst. Andere producten zijn katoen en zijde. Xinjiang is het grootste wijnbouwgebied van West-China. Ook de veehouderij is er van belang.
Xinjiang is een van de rijkste mijnbouwgebieden van China: aardolie (onder meer nabij Karamay, dat "zwarte aarde" betekent in het Oeigoers), steenkool en uraanerts worden er geëxploiteerd. Daarnaast komen ijzererts, koper, zink, lood, wolfraam, molybdeen en andere mineralen voor. Na 1949 is de industrialisatie sterk toegenomen, zodat er thans onder meer staal-, non-ferro-, (petro)chemische, machine-, cement-, textiel- en levensmiddelenindustrie aanwezig is.
Behalve over enige oude karavaanwegen beschikt het gebied ook over enkele autowegen (voornamelijk langs de randen van de bekkens, o.a. autosnelwegen 312 en 314), een spoorlijn en geregelde luchtverbindingen tussen alle grotere plaatsen (o.a. Ürümqi Diwopu International Airport).
Het zoutmoeras van Lob Nuur wordt sinds 1964 gebruikt voor het uitvoeren van kernproeven.

## Bezienswaardigheden
- Dorpen en steden: Karghilik - Hotan - Kuqa - Ürümqi - Opal (met het mausoleum van Mahmud al-Kashgari)
- Zijderouteplaatsen: Kashgar (met de Id Kah-moskee) - Turpan - Yarkand - Yengisar
- Natuurschoon: Altai-gebergte (met het Hanasmeer) - Tianchi (Hemels Meer) - Karakoram-weg - Sayrammeer - Yining en de Ili-vallei